# Lepicolea norrisii
Lepicolea norrisii là một loài Rêu trong họ Lepicoleaceae. Loài này được Piippo mô tả khoa học đầu tiên năm 1988.